# قرار مجلس الأمن التابع للأمم المتحدة رقم 780
قرار مجلس الأمن التابع للأمم المتحدة رقم 780، الذي تم تبنيه بالإجماع في 6 أكتوبر 1992، بعد إعادة التأكيد على القرار 713 (1991) والقرارات اللاحقة حول هذا الموضوع، أعرب المجلس عن قلقه إزاء استمرار «الانتهاكات الواسعة النطاق للقانون الإنساني الدولي» في البوسنة والهرسك وأذن للأمين العام بطرس بطرس غالي بتشكيل لجنة من الخبراء لفحص وتحليل المعلومات المقدمة بموجب القرار 771 (1992) بشأن انتهاكات اتفاقيات جنيف في المنطقة.
وحث القرار الدول الأعضاء والمنظمات الدولية على جمع المعلومات المتعلقة بانتهاكات القانون الدولي في البوسنة وإتاحتها في غضون 30 يومًا من اتخاذ هذا القرار. تقوم لجنة الخبراء بتحليل المعلومات التي يتم جمعها. تألفت اللجنة من خمسة أعضاء من كندا ومصر وهولندا والنرويج والسنغال، الذين قدموا تقريرهم المؤقت الأول في فبراير 1993، وخلصوا إلى أن مجلس الأمن أو أي عنصر آخر من عناصر الأمم المتحدة هو الذي سيشكل محكمة تتعلق بالأحداث في البوسنة والهرسك، ويوغوسلافيا السابقة بشكل عام. وهنأ وزير الخارجية الفرنسي آنذاك رولان دوما على تمرير القرار، الذي قال إنه «خطوة كبيرة في تطور القانون الدولي» ولم يسبق له مثيل منذ تأسيس الأمم المتحدة.
تم تسليم استنتاجات لجنة الخبراء إلى رئيس مجلس الأمن التابع للأمم المتحدة مع رسالة من الأمين العام في 24 مايو 1994.

## روابط خارجية
- نص القرار في undocs.org